# Somewhere Back In Time World Tour
Somewhere Back In Time World Tour fue una gira mundial realizada por la banda británica de heavy metal, Iron Maiden.

## Antecedentes
La primera parte de la gira empezó en la ciudad de Bombay, India el 1 de febrero de 2008, continuando por Australia, Japón, Norteamérica, Centro y Latinoamérica en países como Ecuador, México, Costa Rica, Argentina, Brasil, Chile, Colombia, etc. 
A través de maratónicos 45 días de la primera parte de su gira, Iron Maiden tocó frente a 1.000.000 de fanes (más de 2 millones al final del tour) en 21 ciudades en 10 países, volando más 50,000 kilómetros alrededor del globo, en un avión rebautizado como Ed-Force One, personalizado con el nombre de la banda, la imagen inconfundible de su mascota Eddie, y como piloto el vocalista Bruce Dickinson.
La segunda parte se centralizó en los Estados Unidos y Canadá durante junio y mayo tocando en grandes estadios al aire libre como cerrados y también en grandes anfiteatros. En Sudamérica repitieron los mismos países de la primera parte de la gira pero incluyeron a Perú, Ecuador y Venezuela. 
Finalmente la gira mundial terminó en Europa donde tocaron también en grandes estadios al aire libre y grandes y prestigiosos festivales como el Wacken en Alemania, el Graspop Metal Meeting en Bélgica, Gods of Metal en Italia, Super Bock Super Rock Festival en Lisboa y el Vía de la Plata Festival en Mérida, terminado su gira el 2 de abril en Florida, Estados Unidos.
Como antesala a este tour, EMI Records anuncio el DVD Live After Death, la legendaria grabación en las cuatro noches SOLD OUT en Long Beach Arena, California, en 1984. La salida al mercado de este DVD coincidirá con el inicio del Tour Somewhere back In Time. Este se divide en dos partes concierto en Long Beach y la segunda parte de la historia de Iron Maiden, con las grabaciones de Hello Texas, El primer concierto en Rock In Rio y el documental Behind Iron Courtain.

## Bandas soportes
Los grupos que abrieron para esta gira fueron: Lauren Harris, Carcass, Morbid Angel, Vanishing Point, Behind Crimson Eyes, Trivium, Anthrax, Introspección,  Loathsome Faith, Abstract Enemy, Witchblade (Chile), M.A.S.A.C.R.E (Perú), Morbid Angel, Parikrama, Lauren Harris, Atreyu , Agora (México), Horcas (Argentina) y O'Connor (Argentina).

## Lista de canciones

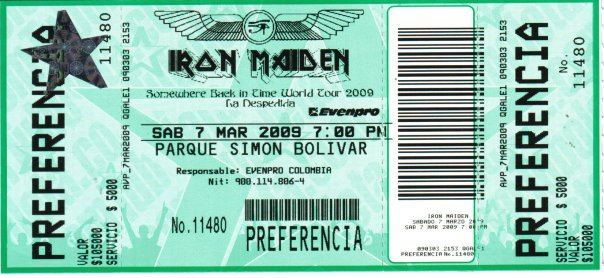
Entrada al concierto de Iron Maiden en Bogotá, correspondiente a su gira Somewhere Back In Time World Tour 2009.

| Lista de canciones Tour 2008 1. "Churchill’s Speech" 2. "Aces High" 3. "2 Minutes to Midnight" 4. "Revelations" 5. "The Trooper" 6. "Wasted Years" 7. "The Number of the Beast" 8. "Can I Play With Madness?" 9. "Rime of the Ancient Mariner" 10. "Powerslave" 11. "Heaven Can Wait" 12. "Run to the Hills" 13. "Fear of the Dark" 14. "Iron Maiden" 15. "Moonchild" 16. "The Clairvoyant" 17. "Hallowed Be Thy Name" | Lista de canciones Tour 2009 1. "Churchill’s Speech" 2. "Aces High" 3. "Wrathchild" 4. "2 Minutes to Midnigtht" 5. "Children of the Damned" 6. "Phantom of the Opera" 7. "The Trooper" 8. "Wasted Years" 9. "Rime of the Ancient Mariner" 10. "Powerslave" 11. "Run To The Hills" 12. "Fear of the Dark" 13. "Hallowed Be Thy Name" 14. "Iron Maiden" 15. "The Number of the Beast" 16. "The Evil That Men Do" 17. "Sanctuary" |

## Galería

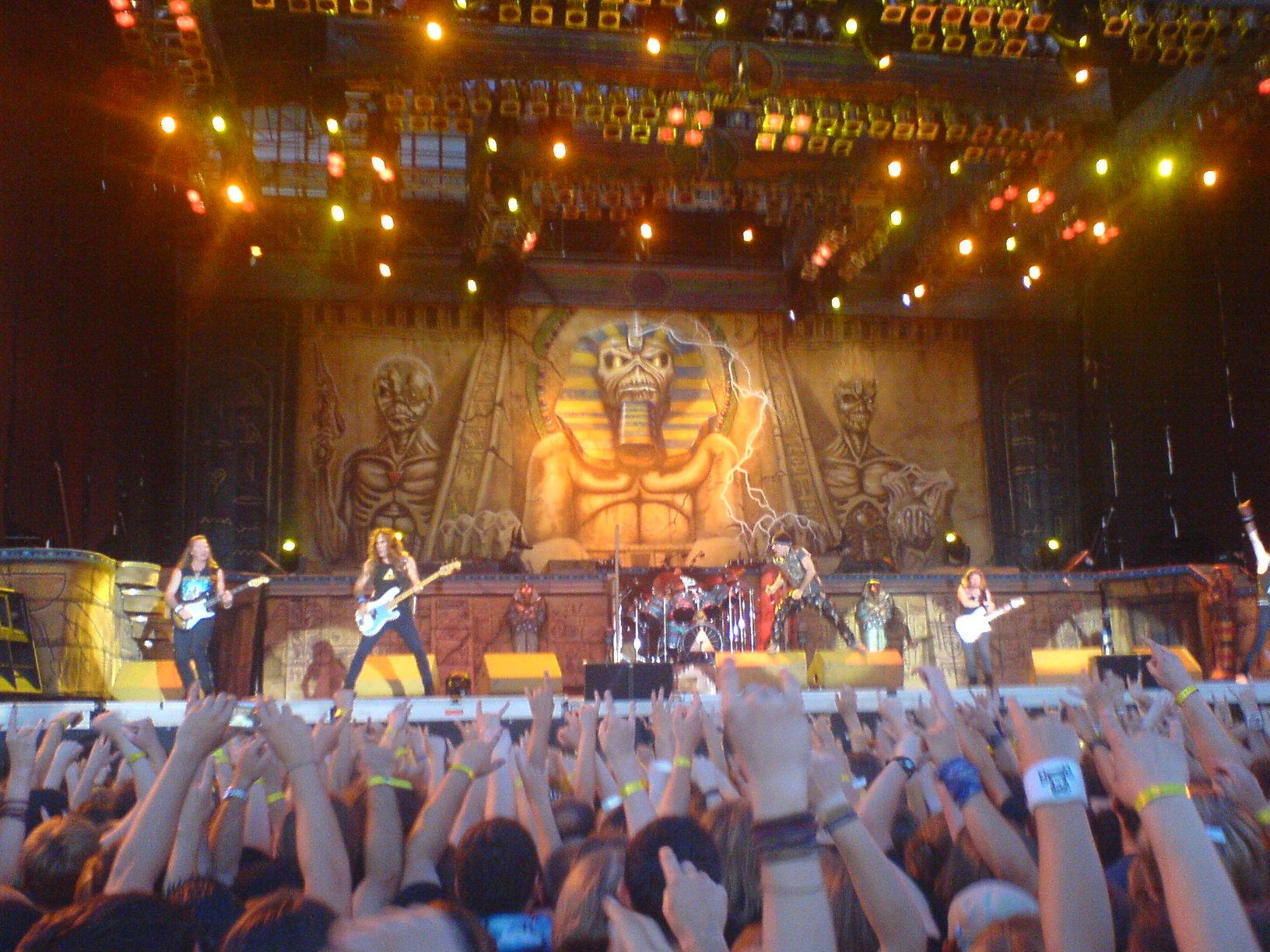
Escenografía principal.
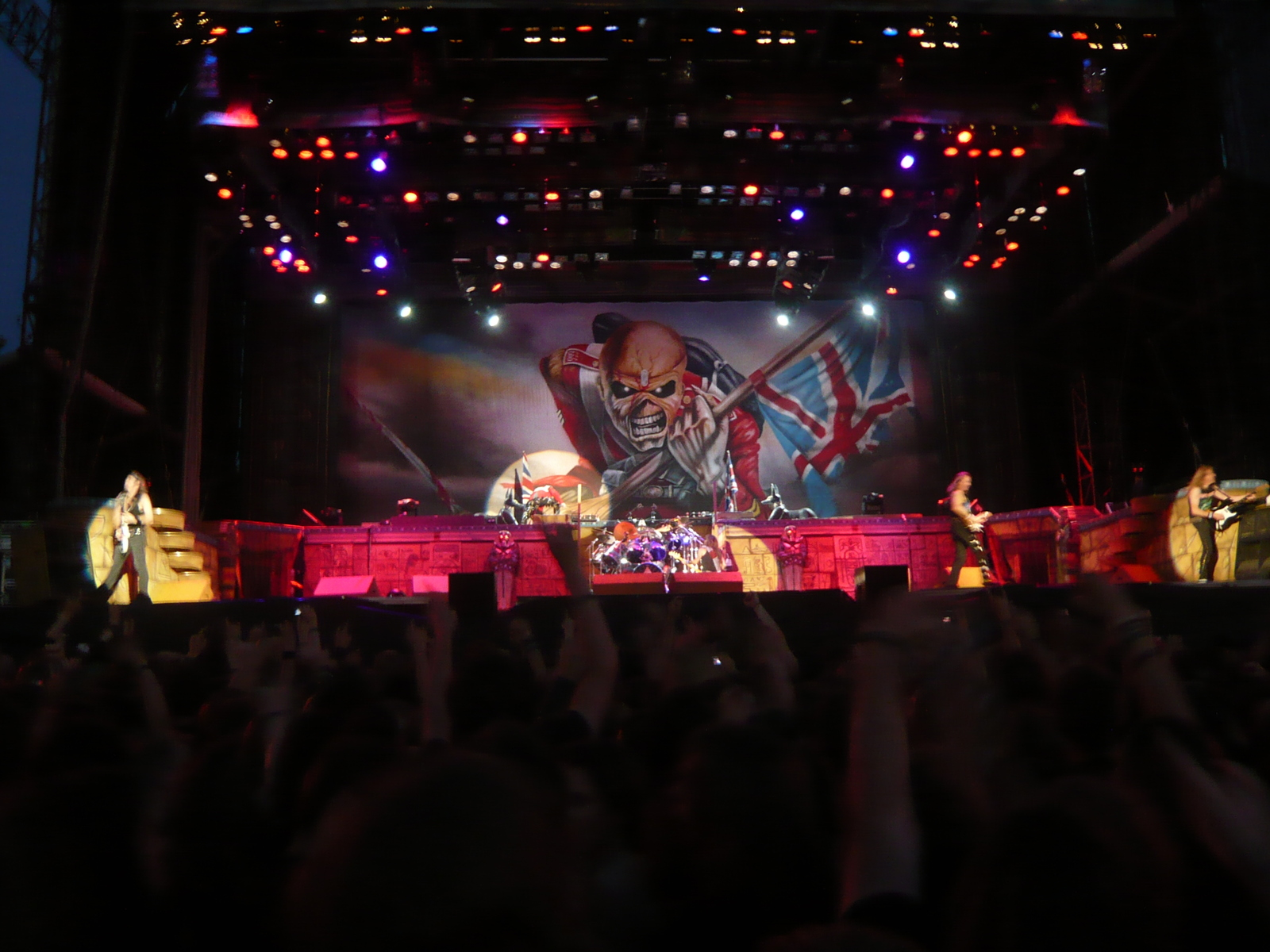
Escenografía para "The Trooper".
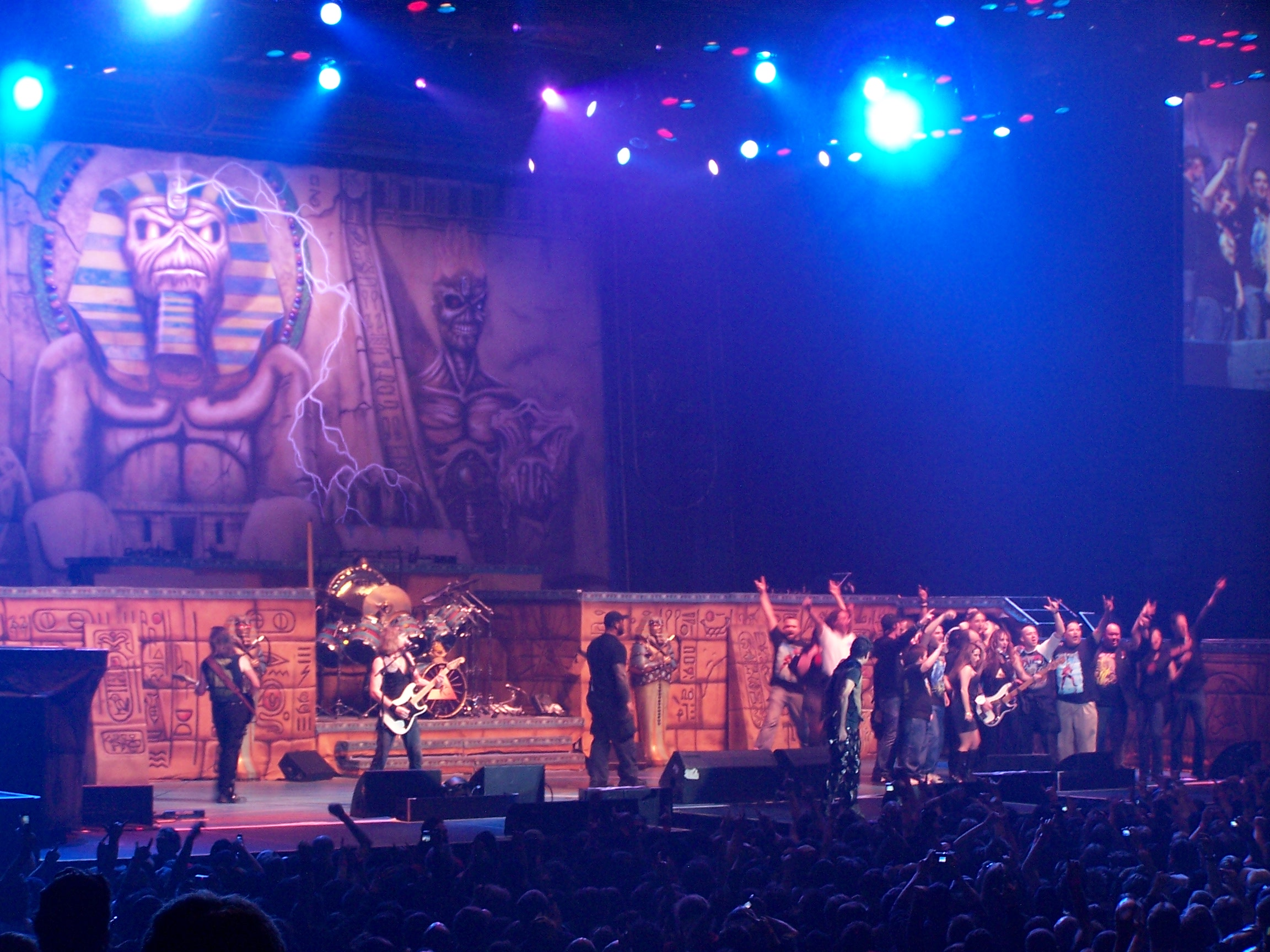
Fanes en los coros durante la canción “Heaven Can Wait”
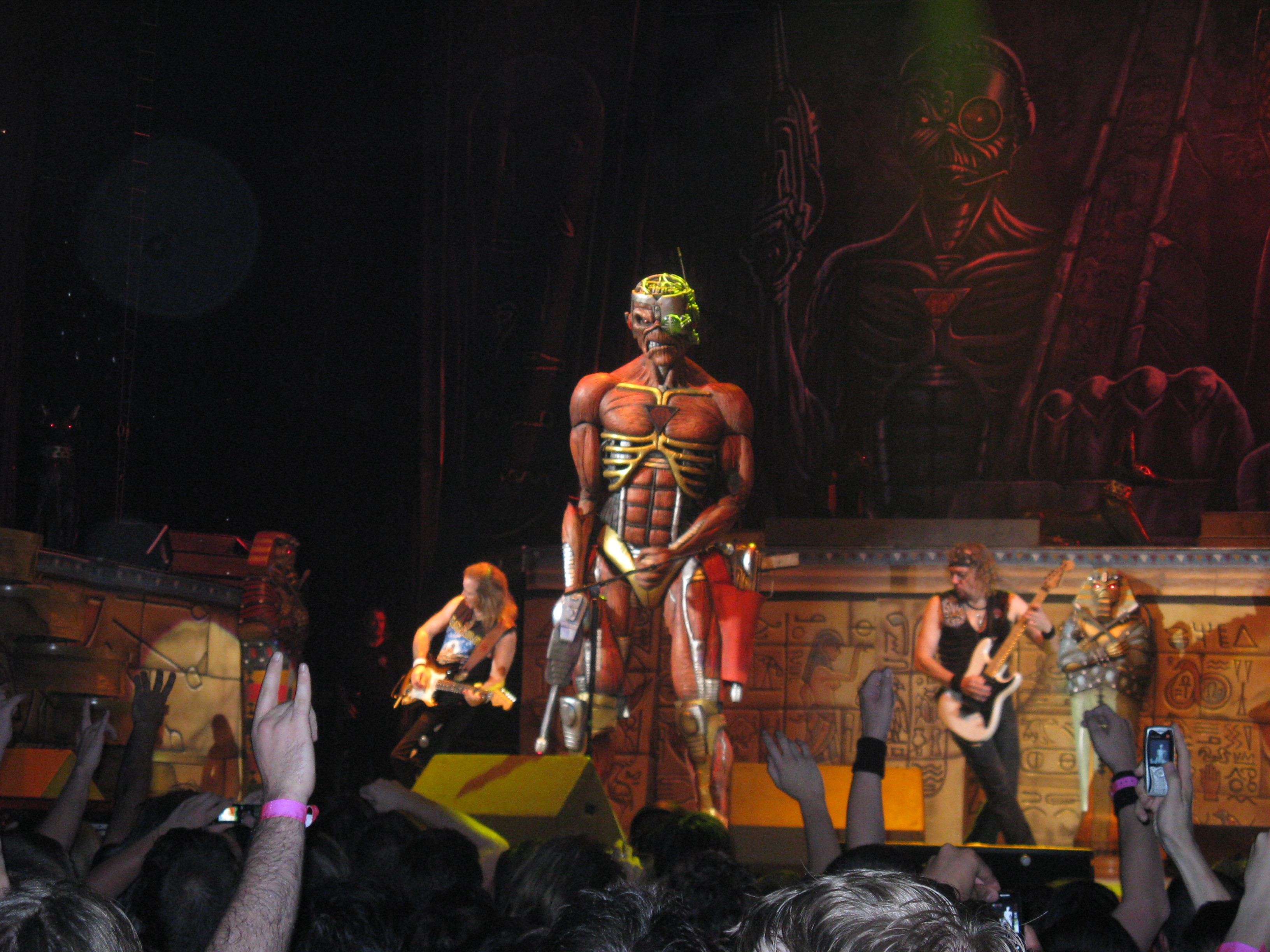
Eddie Cyborg durante la canción "Iron Maiden"

## Fechas de la gira
| Asia               |                 |                 |                                       |           |        |           |
| 1 de febrero 2008  | Bombay          | India           | Bandra-Kurla complex                  | 50,000    | 50,000 | 100%      |
| Oceanía            |                 |                 |                                       |           |        |           |
| 4 de febrero 2008  | Perth           | Australia       | Burswood Dome                         | 10,000    | 14,000 | 71%       |
| 6 de febrero 2008  | Melbourne       | Australia       | Rod Laver Arena                       | 11,000    | 11,000 | 100%      |
| 7 de febrero 2008  | Melbourne       | Australia       | Rod Laver Arena                       | 11,000    | 11,000 | 100%      |
| 9 de febrero 2008  | Sídney          | Australia       | Acer Arena                            | 14,000    | 14,000 | 100%      |
| 10 de febrero 2008 | Sídney          | Australia       | Acer Arena                            | 14,000    | 14,000 | 100%      |
| 12 de febrero 2008 | Brisbane        | Australia       | Brisbane Entertainment Centre         | 13,500    | 13,500 | 100%      |
| Asia               |                 |                 |                                       |           |        |           |
| 15 de febrero 2008 | Yokohama        | Japón           | Pacifico Yokohama                     | 4,000     | 4,000  | 100%      |
| 16 de febrero 2008 | Tokio           | Japón           | Makuhari Messe                        | 10,000    | 10,000 | 100%      |
| América            |                 |                 |                                       |           |        |           |
| 19 de febrero 2008 | Los Ángeles     | Estados Unidos  | The Forum                             | 14,000    | 14,000 | 100%      |
| 21 de febrero 2008 | Guadalajara     | México          | Auditorio Telmex                      | 11,000    | 11,000 | 100%      |
| 22 de febrero 2008 | Monterrey       | México          | Arena Monterrey                       | 12,000    | 12,000 | 100%      |
| 24 de febrero 2008 | México, D. F.   | México          | Foro Sol                              | 57,000    | 57.000 | 100%      |
| 26 de febrero 2008 | San José        | Costa Rica      | Estadio Ricardo Saprissa              | 50,000    | 50,000 | 100%      |
| 28 de febrero 2008 | Bogotá          | Colombia        | Parque Simón Bolívar                  | 70.000    | 70.000 | 100%      |
| 2 de marzo 2008    | São Paulo       | Brasil          | Palmeiras Stadium                     | 42,000    | 42,000 | 100%      |
| 4 de marzo 2008    | Curitiba        | Brasil          | Pedreira Paulo Leminski               | 20,000    | 20,000 | 100%      |
| 5 de marzo 2008    | Porto Alegre    | Brasil          |                                       | 20,000    | 20,000 | 100%      |
| 7 de marzo 2008    | Buenos Aires    | Argentina       | Ferrocarril Oeste Stadium             | 40,000    | 40,000 | 100%      |
| 9 de marzo 2008    | Santiago        | Chile           | Pista Atlética Mario Recordón         | 28,500    | 28,500 | 100%      |
| 12 de marzo 2008   | San Juan        | Puerto Rico     | Coliseo De Puerto Rico                | 18,000    | 18,000 | 100%      |
| 14 de marzo 2008   | East Rutherford | Estados Unidos  | Izod Center                           | 15,000    | 15,000 | 100%      |
| 16 de marzo 2008   | Toronto         | Canadá          | Air Canada Centre                     | 14,000    | 14,000 | 100%      |
| 21 de mayo 2008    | San Antonio     | Estados Unidos  | Verizon Wireless Amphitheatre         |           | 20,000 |           |
| 22 de mayo 2008    | Houston         | Estados Unidos  | Woodlands Pavilion                    |           | 17,000 |           |
| 25 de mayo 2008    | Albuquerque     | Estados Unidos  | Journal Pavilion                      |           | 12,000 |           |
| 26 de mayo 2008    | Phoenix         | Estados Unidos  | Cricket Wireless Pavilion             |           | 20,000 |           |
| 28 de mayo 2008    | Concord         | Estados Unidos  | Sleep Train Pavilion                  |           | 12,500 |           |
| 30 de mayo 2008    | Irvine          | Estados Unidos  | Verizon Wireless Amphitheatre         |           | 16,000 |           |
| 31 de mayo 2008    | Irvine          | Estados Unidos  | Verizon Wireless Amphitheatre         |           | 16,000 |           |
| 2 de junio 2008    | Seattle         | Estados Unidos  | White River Amphitheatre              |           | 20,000 |           |
| 3 de junio 2008    | Vancouver       | Canadá          | Pacific Coliseum                      | 16,000    | 16,000 | 100%      |
| 5 de junio 2008    | Calgary         | Canadá          | Saddledome                            | 19,000    | 19,000 | 100%      |
| 6 de junio 2008    | Edmonton        | Canadá          | Rexall Place                          | 13,000    | 13,000 | 100%      |
| 8 de junio 2008    | Regina          | Canadá          | Brandt Center                         | 7,000     | 7,000  | 100%      |
| 9 de junio 2008    | Winnipeg        | Canadá          | MTS Centre                            | 15,000    | 15,000 | 100%      |
| 11 de junio 2008   | Rosemont        | Estados Unidos  | Allstate Arena                        |           | 13,000 |           |
| 12 de junio 2008   | Cuyahoga Falls  | Estados Unidos  | Blossom Music Center                  |           | 19,000 |           |
| 14 de junio 2008   | Holmdel         | Estados Unidos  | PNC Bank Arts Center                  |           | 17,500 |           |
| 15 de junio 2008   | Nueva York      | Estados Unidos  | Madison Square Gardens                |           | 15,000 |           |
| 17 de junio 2008   | Camden County   | Estados Unidos  | Susquehanna Bank Centre               |           | 25,000 |           |
| 18 de junio 2008   | Columbia        | Estados Unidos  | Merriweather Post Pavilion            |           | 16,500 |           |
| 20 de junio 2008   | Mansfield       | Estados Unidos  | Tweeter Center for The Peforming Arts |           | 20,000 |           |
| 21 de junio 2008   | Montreal        | Canadá          | Parc Jean-Drapeau                     |           |        |           |
| Europa             |                 |                 |                                       |           |        |           |
| 27 de junio 2008   | Bolonia         | Italia          | Gods of Metal                         |           | 40,000 |           |
| 29 de junio 2008   | Doische         | Bélgica         | Graspop Metal Meeting                 |           | 10,000 |           |
| 1 de julio 2008    | París           | Francia         | Palais Omnisports de Paris-Bercy      | 18,000    | 18,000 | 100%      |
| 2 de julio 2008    | París           | Francia         | Palais Omnisports de Paris-Bercy      | 18,000    | 18,000 | 100%      |
| 5 de julio 2008    | Londres         | Inglaterra      | Twickenham Stadium                    | 50,000    | 55,000 |           |
| 9 de julio 2008    | Lisboa          | Portugal        | Super Bock Super Rock                 |           |        |           |
| 11 de julio 2008   | Mérida          | España          | Vía de la Plata Festival              | 25,000    | 25,000 | 100%      |
| 12 de julio 2008   | Zaragoza        | España          | Metalway Festival                     | Cancelado | 25,000 | Cancelado |
| 16 de julio 2008   | Estocolmo       | Suecia          | Stockholm Olympic Stadium             | 31,500    | 31,500 | 100%      |
| 18 de julio 2008   | Helsinki        | Finlandia       | Helsinki Olympic Stadium              | 41,500    | 41,500 | 100%      |
| 19 de julio 2008   | Tampere         | Finlandia       | Ratina Stadium                        | 30,000    | 30,000 | 100%      |
| 22 de julio 2008   | Trondheim       | Noruega         | Lerkendal Stadium                     | 20,000    | 24,000 |           |
| 24 de julio 2008   | Oslo            | Noruega         | Valle Hovin                           | 28,000    | 40,000 |           |
| 26 de julio 2008   | Gotemburgo      | Suecia          | Ullevi Stadium                        | 50,500    | 50,500 | 100%      |
| 27 de julio 2008   | Horsens         | Dinamarca       | Horsens Gods Bane Pladsen             | 25,000    | 25,000 | 100%      |
| 31 de julio 2008   | Wacken          | Alemania        | Wacken Open Air                       | 75,000    | 75,000 | 100%      |
| 2 de agosto 2008   | Atenas          | Grecia          | Terra Vibe Park                       |           | 75,000 |           |
| 4 de agosto 2008   | Bucarest        | Rumania         | Cotroceni Stadium                     |           | 30,000 |           |
| 7 de agosto 2008   | Varsovia        | Polonia         | Gwardia Stadium                       |           | 30,000 |           |
| 8 de agosto 2008   | Praga           | República Checa | SK Slavia Praha                       |           | 35,000 |           |
| 10 de agosto 2008  | Split           | Croacia         | Poljud Stadium                        |           | 34,500 |           |
| 12 de agosto 2008  | Budapest        | Hungría         | Sziget Festival                       |           | 35,000 |           |
| 14 de agosto 2008  | Basilea         | Suiza           | St. Jakobshalle                       |           | 9,000  |           |
| 16 de agosto 2008  | Assen           | Países Bajos    | TT Circuit Assen                      |           | 30,000 |           |
| 19 de agosto 2008  | Moscú           | Rusia           | Estadio Olímpico Luzhniki             |           | 80,000 |           |
| 10 de febrero 2009 | Belgrade        | Serbia          | Belgrade Arena                        |           | 15,000 |           |
| Asia               |                 |                 |                                       |           |        |           |
| 13 de febrero 2009 | Dubái           | UAE             | Media City Amphitheatre               |           |        |           |
| 15 de febrero 2009 | Bangalore       | India           | Rock In India                         |           | 35,000 |           |
| Oceanía            |                 |                 |                                       |           |        |           |
| 20 de febrero 2009 | Auckland        | Nueva Zelanda   | Mount Smart Stadium                   |           | 42,000 |           |
| 21 de febrero 2009 | Christchurch    | Nueva Zelanda   | AMI Stadium                           |           | 43,000 |           |
| América            |                 |                 |                                       |           |        |           |
| 25 de febrero 2009 | Monterrey       | México          | Estadio Universitario                 | 28,620    | 32,000 | 90%       |
| 26 de febrero 2009 | Guadalajara     | México          | VFG Arena                             | 9,600     | 12,000 | 80%       |
| 28 de febrero 2009 | México, D. F.   | México          | Foro Sol                              | 48,700    | 55,000 | 90%       |
| 3 de marzo 2009    | Alajuela        | Costa Rica      | Estadio Alejandro Morera Soto         | 18,000    | 25.000 | 86%       |
| 5 de marzo 2009    | Caracas         | Venezuela       | Poliedro Caracas                      | 20.000    | 20,000 | 100%      |
| 7 de marzo 2009    | Bogotá          | Colombia        | Parque Simón Bolívar                  | 65.000    | 65.000 | 100 %     |
| 10 de marzo 2009   | Quito           | Ecuador         | Estadio del Aucas                     | 26,000    | 26,000 | 100%      |
| 12 de marzo 2009   | Manaus          | Brasil          | Sambódromo                            | 15,000    | 15,000 | 100%      |
| 14 de marzo 2009   | Río de Janeiro  | Brasil          | Apoteose                              | 30,000    | 30,000 | 100%      |
| 15 de marzo 2009   | São Paulo       | Brasil          | Autodromo de Interlagos               | 55,000    | 55,000 | 100%      |
| 18 de marzo 2009   | Belo Horizonte  | Brasil          | The Mineirinho                        | 20,000    | 20,000 | 100%      |
| 20 de marzo 2009   | Brasilia        | Brasil          | Brasilia Camping                      |           | 20,000 |           |
| 22 de marzo 2009   | Santiago        | Chile           | Club Hípico                           | 65,000    |        |           |
| 26 de marzo 2009   | Lima            | Perú            | Estadio Nacional del Perú             | 40,000    | 40,000 | 100%      |
| 28 de marzo 2009   | Buenos Aires    | Argentina       | Estadio Vélez Sarsfield               | 50,000    | 50,000 | 100%      |
| 31 de marzo 2009   | Recife          | Brasil          | Jockey Club de Pernambuco             |           | 50,000 |           |
| 2 de abril 2009    | Florida         | Estados Unidos  | BankAtlantic Center                   |           | 21,000 |           |

## Integrantes
- Steve Harris - bajo, coro
- Bruce Dickinson - voz
- Dave Murray - guitarra
- Adrian Smith - guitarra, voz
- Janick Gers - guitarra
- Nicko McBrain - batería
- Eddie the Head - icono